# Tajan
Tajan ist eine französische Gemeinde mit 136 Einwohnern (Stand 1. Januar 2022) im Département Hautes-Pyrénées in der Region Okzitanien. Sie gehört zum Arrondissement Bagnères-de-Bigorre und zum Kanton La Vallée de la Barousse. 

## Lage
Die Gemeinde Tajan liegt am Gers, zehn Kilometer nordöstlich von Lannemezan. Sie ist umgeben von folgenden Nachbargemeinden:
|         |                                             | Monlong |
| Recurt  | Kompassrose, die auf Nachbargemeinden zeigt |         |
| Clarens | Réjaumont                                   |         |

## Bevölkerungsentwicklung
| Jahr                       | 1962 | 1968 | 1975 | 1982 | 1990 | 1999 | 2008 | 2018 |
| -------------------------- | ---- | ---- | ---- | ---- | ---- | ---- | ---- | ---- |
| Einwohner                  | 188  | 182  | 167  | 157  | 147  | 145  | 135  | 132  |
| Quellen: Cassini und INSEE |      |      |      |      |      |      |      |      |